# Hreðavatn
Il lago Hreðavatn, si trova nella contea costiera Borgarbyggð, nella regione occidentale del Vesturland, a ridosso del villaggio di Bifrost.
Il lago fa parte delle tappe del Circolo d'oro, lungo la strada Ring Road, la strada ad anello che circonda tutta l'Islanda.
Il lago si sviluppa nel senso della lunghezza per circa 5 km ed ha una superficie totale di 1.3 km², alla base del monte Baula.
La campagna circostante è caratterizzata da una vasta area lavica, con una vegetazione tipica della brughiera, con una bassa vegetazione; probabilmente in tempi passati quest'area era ricoperta da foreste.

## Curiosità
Le sue sponde sono meta di turisti e pescatori, poiché le sue acque sono ricche di trote.
Alcune indagini geologiche, che hanno portato alla luce sedimenti di lignite e piante fossili, hanno provato che nel passato, circa 6,5-7 milioni di anni fa nel Miocene, il clima della zona era decisamente più mite, simile a quello dell'Europa centrale.